# Selvazzano Dentro
Selvazzano Dentro és un municipi italià, situat a la regió de Vèneto i a la província de Pàdua. L'any 2001 tenia 21.371 habitants.
Selvazzano Dentro limita amb els municipis d'Abano Terme, Pàdua, Rubano, Saccolongo i Teolo.